# Chelsea Grin
Chelsea Grin est un groupe de deathcore américain, originaire de Salt Lake City, dans l'Utah. Chelsea Grin est originellement formé par Alex Koehler et d'anciens membres de groupe sous le nom de Ahaziah. Les premiers membres incluent Alex Koehler, le guitariste Chris Kilbourn, le bassiste Austin Marticorena et le guitariste Michael Stafford. Marticorena présentera Andrew Carlston à Chelsea Grin et assistera à la réécriture de leurs chansons. Ils font ainsi paraître leur premier album homonyme sur iTunes, puis sur format CD à l'international le 27 juillet 2008. Au début de leur carrière, ils publient les chansons Crewcabanger et Lifeless, deux singles bien accueillis sur Myspace.

## Biographie

### Artery Recordings (2008–2009)
Après le succès de leur premier album en juillet 2008, leur signature au label Statik Factory Records, et quelques tournées à l'ouest du pays, Austin Marticorena (basse) quitte le groupe pour des raisons personnelles. Le groupe recrute temporairement Jake Harmond à la basse pendant qu'ils tentent de chercher un bassiste à temps plein. Peu après, le groupe rencontre Andrew Carlston, et Kory Shilling prend sa place. En avril 2009, Carlston revient dans le groupe et remplace Shilling. Le groupe participe plus tard à une brève tournée canadienne en juin 2009 avec The Agonist, A Plea for Purging, Arsonists Get All the Girls et leurs copains de Statik Factory, Attila. Après la tournée, Jake Harmond décide de devenir membre à temps plein, et le groupe signe un contrat avec les représentants de l'Artery Foundation, Mike Milford et Eric Rushing qui accueillent Chelsea Grin aux studios d'enregistrement, les Lambesis Studios, pour leur premier album Desolation of Eden à San Marcos, Californie, en août 2009.
L'album est produit par le fondateur du studio et chanteur pour As I Lay Dying, Tim Lambesis. Une semaine avant leur entrée en studio, le guitariste Davis Pugh est renvoyé du groupe, et remplacé par Dan Jones, membre d'un autre groupe de Salt Lake City, Hermione.

### Desolation of Eden(2009–2010)
Après l'enregistrement de Desolation of Eden, le groupe se lance dans leur première tournée américaine aux côtés de Dr. Acula, American Me, et Attila. Desolation of Eden est publié le 16 février 2010, et atteint la 21e place des Billboard Top Heatseekers avec 1 500 exemplaires vendus la première semaine. Avec le succès de leur premier album, le groupe est bien accueilli par la presse spécialisée comme Alternative Press, des magazines locaux dans l'Utah, et autres magazines nationaux et internationaux.
En août 2010, tandis que le groupe est à Richmond, en Virginie à la tournée Thrash and Burn, le chanteur Alex Koehler est sévèrement blessé à la mâchoire, fracturé en trois endroits, forçant le groupe à annuler ses dates de tournées. Malgré ça, le groupe parvient quand même à jouer avec Blind Witness et Attila en septembre 2010, avec Adam Warren du groupe Oceano remplaçant Koehler.
Une chanson issue de leur premier EP homonyme, Cheyne Stokes, est rééditée pour Desolation of Eden. L'album atteint la 24e place du classement Billboard New Artists, avec 1 500 exemplaires vendus la première semaine. Ils tourneront deux clips vidéo pour les titres Sonnet of the Wretched et Recreant. le clip pour Sonnet of the Wretched est tourné le 4 juin 2010 après leur tournée à guichet fermé au Boardwalk d'Orangvale, CA. En 2010, en tournée avec Iwrestledabearonce, Eyes Set to Kill, The Chariot et Vanna, le groupe tourne le clip de Recreant en Californie du Nord, puis publié le 13 janvier 2011 sur Metal Injection. Chelsea Grin confirme Chris « Zeuss » Harris comme producteur de leur futur album My Damnation et entrent en studio le 13 janvier 2011.

### My DamnationetEvolve(2010–2012)
Chelsea Grin achève l'écriture de leur deuxième album en juin 2011. Il est publié le 19 juillet 2011. Le 17 avril, Artery Recordings publie le single principal extrait de l'album, suivi d'un clip vidéo. La chanson All Hail The Fallen King avec Phil Bozeman, chanteur de Whitechapel, est également publiée avant la sortie officielle de l'album. Chelsea Grin organise une tournée promotionnelle de l'album avec Emmure et Attila avant leur participation au All Stars Tour, incluant d'autres groupes comme After the Burial, Born of Osiris et Motionless in White.
Chelsea Grin participe à tout le Warped Tour de 2012. En même temps que leur annonce pour le Warped Tour, un futur EP de cinq titres est confirmé. En décembre la même année, le guitariste, Michael Stafford quitte le groupe. Le guitariste de Born of Osiris (et ancien membre de All Shall Perish), Jason Richardson remplace Stafford jusqu'à plus amples informations. Moins d'une semaine plus tard, Richardson est renvoyé de Born of Osiris, devient immédiatement membre permanent pour Chelsea Grin. Evolve est publié le 19 juin 2012. Artery publie une chanson de leur futur EP, intitulée Lilith, le 9 mai 2012. En fin novembre 2012, Pablo Viveros se joint à Chelsea Grin à la batterie.

## Style musical et influences
Le style musical de Chelsea Grin est principalement considéré comme du deathcore,,,,. Leur deuxième album, My Damnation, démontre également quelques influences de doom et de black metal dans certaines de leurs chansons incluant tremolo picking et des thèmes comme l'enfer et la damnation. Leur deuxième EP, Evolve, s'oriente plus metal progressif, employant une instrumentation technique, et metal symphonique dans quelques chansons,. Chelsea Grin disent s'inspirer de groupes de metal extrême et de deathcore comme Suicide Silence, Whitechapel, Bury Your Dead, Emmure, American Me, Slayer, Megadeth, A Perfect Circle, et Scars of Tomorrow. Chelsea Grin s'identifie lui-même dans la catégorie deathcore.

## Membres

### Membres actuels
- Tom Barber – chant (depuis 2018)
- Stephen Rutishauser – guitare solo, guitare rythmique (depuis 2016)
- David Flinn – basse (depuis 2009)
- Pablo Viveros – batterie, chant (depuis 2012)

### Anciens membres
- Austin Marticorena – basse (2007–2008)
- Chris Kilbourn – guitare rythmique (2007–2009)
- Andrew Carlston – batterie (2007–2009, 2009–2012)
- M[ichael Stafford – guitare solo, chœurs (2007–2011)
- Davis Pugh – basse (2008–2009), guitare rythmique (2009)
- Kory Shilling – batterie (2009)
- Jason Richardson – guitare solo, clavier, programmation (2011-2017)
- Alex Koehler - chant (2007-2018)
- Dan Jones – guitare solo, guitare rythmique (depuis 2009 - 2016)
- Jake Harmond – guitare rythmique (depuis 2009 - 2016), basse (2008)

Chronologie

## Discographie
- 2008 : Chelsea Grin EP
- 2010 : Desolation of Eden
- 2011 : My Damnation
- 2012 : Evolve EP
- 2014 : Ashes to Ashes
- 2016 : Self Inflicted
- 2018 : Eternal Nightmare
- 2022 : Suffer in Hell
- 2023 : Suffer in Heaven